# Главкино
«Главкино» — кинотелевизионная компания России. Специализируется на производстве кино- и телеконтента, включая его постпродакшн и дистрибуцию. «Главкино» объединяет в себе кинотелевизионный комплекс, продюсерский центр.

## История
Компания основана в 2008 году Фёдором Бондарчуком и Ильёй Бачуриным. Позднее в состав учредителей вошёл Константин Эрнст.
Кинотелевизионный комплекс «Главкино» расположен на Новорижском шоссе в 9 км от МКАД и занимает территорию в 10 га. Общая площадь комплекса — 21 000 м². Включает 9 съемочных павильонов общей площадью свыше 8500 м², технические и административные помещения. Открытие комплекса состоялось в 2012 году. Съёмочный павильон № 4 является самым большим в России (площадь — 3082 м², высота потолка — 24 м).
С «Главкино» работают ведущие российские производители фильмов, телепроектов и рекламы. Из числа последних киносъемок, которые проходили в комплексе, — фильм «Черновик» Сергея Мокрицкого, историческая сага «Викинг» Андрея Кравчука, фильм-катастрофа «Экипаж» Николая Лебедева (производства Студии ТРИТЭ Никиты Михалкова), спортивная драма «Движение вверх» Антона Мегердичева. Среди клиентов «Главкино» — «Comedy Club Production», «ВайТ Медиа», «Красный квадрат» Ларисы Синельщиковой, студия Bazelevs Тимура Бекмамбетова, компания Park Production и другие.
В 2017 году комплекс перешел в собственность к кредитору проекта — Банку ВТБ. Банк выкупил акции у тогдашних владельцев за 500 тыс. рублей, тогда как их номинальная стоимость на тот момент составляла 40 млн рублей.
В 2019 году банк подал заявление о признании Акционерного общества "Производственный комплекс "Главкино" банкротом.
В 2021 году киностудия Минобороны приобрела имущество обанкротившегося "Главкино", свидетельствует отчёт организатора торгов, которые состоялись 13 июля.